# Ivor Morgan

a Compétitions nationales et continentales officielles uniquement.

b Matchs officiels uniquement.
Dernière mise à jour le 1 août 2012.
William Ivor Morgan, né le 15 août 1884 à Haverfordwest et mort le 10 décembre 1943 à Blackpill dans le Mumbles, est un joueur gallois de rugby à XV évoluant au poste de troisième ligne aile pour le pays de Galles.

## Biographie
Né à Haverfordwest, Ivor Morgan honoree sa première test sélection le 12 décembre 1908 contre l'Australie et son dernier contre l'Écosse le 3 février 1912. Il joue treize matches et inscrit 6 essais. Ivor Morgan débute au Swansea RFC en 1905 et il joue pour le club contre les All Blacks en 1905 et les Wallabies en 1908. Il inscrit 18 essais lors de la saison 1908-1909, record pour un avant en vigueur jusqu'en 1985-1986.

## Palmarès
- Victoire et Triple Couronne dans le tournoi britannique 1909.
- Grand Chelem dans le Tournoi 1911.

## Statistiques en équipe nationale
- Treize sélections pour le pays de Galles.
- 18 points (6 essais)
- Sélections par année : 1 en 1908, 4 en 1909, 4 en 1910, 3 en 1911, 1 en 1912.
- Participation au tournoi britannique 1909.
- Participation à trois Tournois des Cinq Nations 1910, 1911 et 1912.